# 시장 조작
| |
| 형법 刑法 |
| 형법학 · 범죄 · 형벌 죄형법정주의 |
| 범죄론 |
| 구성요건 · 실행행위 · 부작위범 간접정범 · 미수범 · 기수범 · 중지범 불능범 · 상당인과관계 고의 · 고의범 · 착오 과실 · 과실범 공범 · 정범 · 공동정범 공모공동정범 · 교사범 · 방조범 |
| 항변 |
| 위법성조각사유 · 위법성 · 책임 · 책임주의 책임능력 · 심신상실 · 심신미약 · 정당행위 · 정당방위 · 긴급피난 · 오상방위 · 과잉방위 · 강요된 행위                                     |
| 죄수 |
| 상상적 경합 · 연속범 · 병합죄 |
| 형벌론 |
| 사형 · 징역 · 금고 벌금 · 구류 · 과료 · 몰수 법정형 · 처단형 · 선고형 자수 · 작량감경 · 집행유예                                                                                  |
| 대인범죄 |
| 폭행죄 · 상해치사죄 · 절도죄 |
| 성범죄 · 성매매알선 · 강간죄 |
| 유괴 · 과실치사상죄 · 살인죄 |
| 대물범죄 |
| 손괴죄 · 방화죄 |
| 절도죄 · 강도죄 · 사기죄 |
| 사법절차 방해죄 |
| 공무집행방해죄 · 뇌물죄 |
| 위증죄 · 배임죄 |
| 미완의 범죄 |
| 시도 · 모의 · 공모 |
| 형법적 항변 |
| 자동증, 음주 & 착오 |
| 정신 이상 · 한정책임능력 |
| 강박 · 필요 |
| 도발 · 정당방위 |
| 다른 7법 영역 |
| 헌법 · 민법 · 형법 |
| 민사소송법 · 형사소송법 · 행정법 |
| 포털: 법 · 법철학 · 형사정책 |
| v • d • e • h |

시장 조작(market manipulation)은 경제학 및 금융 분야에서 시장 (경제학)의 자유롭고 공정한 운영을 고의적으로 방해하려는 시장 남용의 한 유형이다. 가장 노골적인 사례는 제품, 증권 또는 상품의 가격이나 시장과 관련하여 허위 또는 오해의 소지가 있는 모습을 만드는 것과 관련된다.
시장 조작은 대부분의 국가에서 금지되어 있으며, 특히 미국에서는 1934년 증권거래법 9(a)(2)항에 따라, 유럽 연합에서는 시장 남용 규정 12조에 따라, 오스트레일리아에서는 2001년 기업법 섹션 1041A에 따라 금지된다. 이스라엘에서는 1968년 증권법 섹션 54(a)에 따라 금지된다. 미국에서는 연방 전력법 섹션 222에 따라 도매 전력 시장 및 도매 천연가스에 대해서도 천연가스법 섹션 4A에 따라 시장 조작이 금지된다.
미국 증권거래소법은 시장 조작을 “거래 가능한 증권에 대해 인위적인 가격을 창출하거나 인위적인 가격을 유지하는 거래”로 정의한다.